# Sharni Vinson
Sharni Vinson née le 22 juillet 1983 est un modèle australien, actrice et danseuse connue pour son travail dans le feuilleton Summer Bay et le film Sexy Dance 3D.

## Biographie
Vinson est née à Sydney, en Australie. Elle a été élevée par sa mère seule. Son père vit au Canada. Vinson a étudié au Théâtre australien pour les jeunes pendant quatre ans et inscrite comme étudiante à l'École Brent Street of Performing Arts, à étudier la danse quand elle avait douze ans. À la sortie du lycée, Vinson a poursuivi ses études en tant qu'étudiante à temps plein à l'École Brent Street.

## Performances
Vinson a joué le rôle de Cassie Turner dans le soap opera australien Summer Bay de 2004 à 2008. Elle a rejoint la série a plein temps en décembre 2004, après être apparu à deux reprises comme un personnage secondaire et à auditionner pour le rôle de Martha McKenzie, mais a perdu face à Jodi Gordon. En 2006, Vinson a été nommée pour un TV Week pour le Nouveau Talent, pour sa performance dans Home and Away. En avril 2008 Vinson a annoncé qu'elle quitterait la série pour poursuivre une carrière aux États-Unis.
Elle joue le rôle de Lori Mandel, une femme enceinte prise en otage dans une banque de Les Experts : Manhattan. Vinson a également eu un rôle d'invité dans l'épisode 13 de NCIS : Enquêtes spéciales, "Le Porteur de mort" (2009) où elle jouait le rôle d'une hôtesse de l'air nommée Jeannette. Vinson a également joué un rôle mineur dans Cold Case : Affaires classées épisode "Métamorphose" où elle incarne Mia Romanov qui a travaillé au cirque.
Elle est également apparue à la télévision australienne dans des spectacles tels que samedi Disney, Le Footy Show, et le Princess Margaret Hospital for Children Téléthon. Elle a également été en vedette dans la série australienne téléviseurs Creature Features avec son chien.
Pour son premier film, Vinson a été lancée comme le premier rôle féminin  de Sexy Dance 3D. Le tournage a eu lieu fin 2009 et le film est sorti le 14 août 2010. Elle a ensuite jouée comme l'une des filles de Blue Crush 2, qui a été filmé à la mi-2010 et le thriller d'action No man's land dirigé par Jason Cox.
Vinson a ensuite joué dans un film d'horreur qui est devenu son rôle le plus acclamé par la critique à ce jour. You're Next se concentre sur une réunion de famille qui tourne terriblement mal lorsqu'un groupe de mystérieux tueurs masqués commence à les tuer un par un.

## Vie personnelle
Entre 2007 et 2008 Sharni sortait avec l'acteur A.J. Buckley.
En septembre 2011, Vinson sort avec Kellan Lutz. Le couple se sépare en octobre 2013. 

## Filmographie
| Title                         | Year      | Role           | Medium    | Notes                             |
| ----------------------------- | --------- | -------------- | --------- | --------------------------------- |
| Summer Bay                    | 2004–2008 | Cassie Turner  | TV series |                                   |
| My Boys                       | 2008      | Caitlin        | TV series | Un épisode                        |
| Les Experts : Manhattan       | 2008      | Lori Mandel    | TV series | Episode: "L'Homme de l'intérieur" |
| Austin Gold Hour              | 2008      | Lilly          | TV film   |                                   |
| NCIS : Enquêtes spéciales     | 2009      | Jeannette      | TV series | Episode: "'Le Porteur de mort'    |
| Cold Case : Affaires classées | 2010      | Mia Romanov    | TV series | Episode: "Metamorphoses"          |
| Sexy Dance 3D                 | 2010      | Natalie        | Film      |                                   |
| Blue Crush 2                  | 2011      | Tara           | Film      |                                   |
| No man's land                 | 2011      |                | Film      |                                   |
| Bait                          | 2012      | Tina           | Film      |                                   |
| You're Next                   | 2012      | Erin           | Film      |                                   |
| Patrick                       | 2013      | Kathy Jacquard | Film      |                                   |
| Dragon Blade                  | 2015      | Dame Crassus   | Film      |                                   |
| The Guardians of Justice      | 2022      | The Speed      | Série TV  |                                   |